# Nordheim (Württemberg)

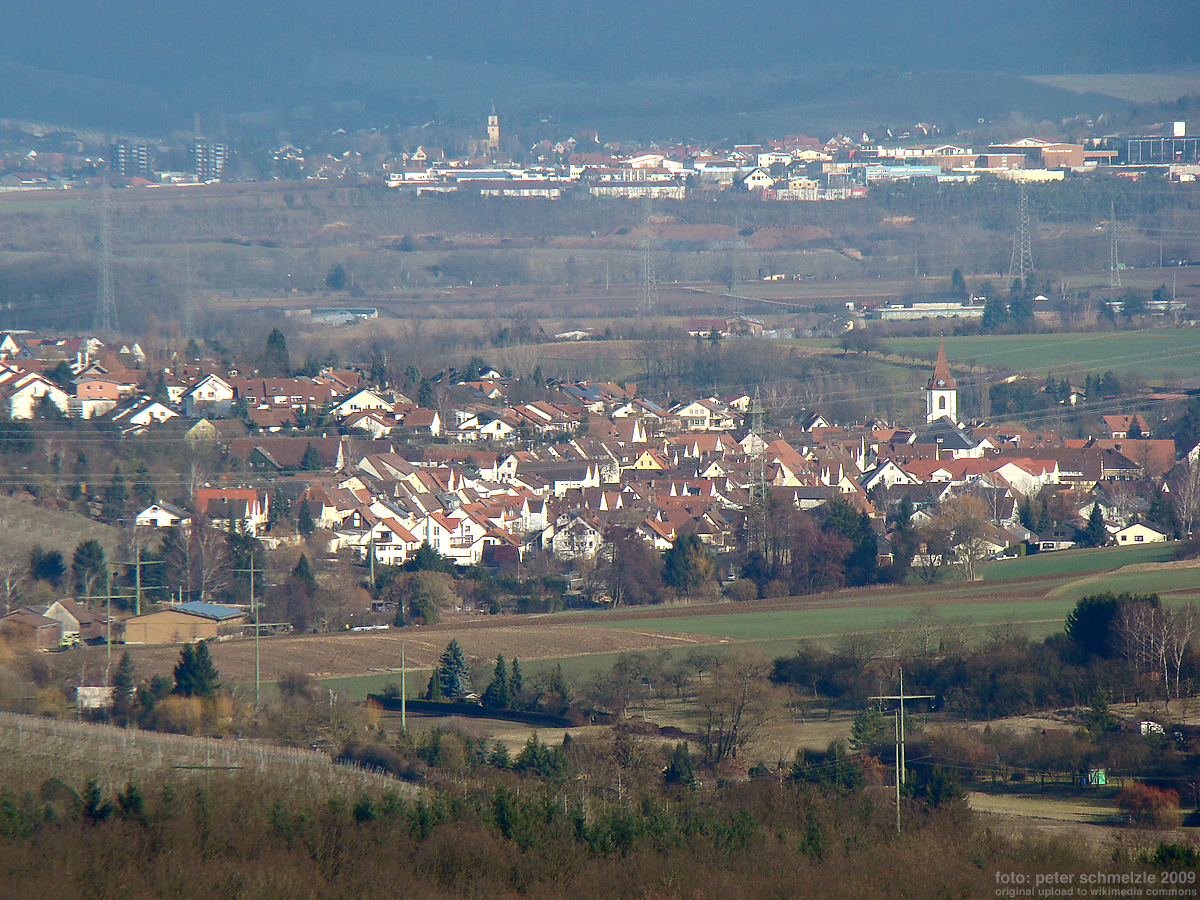
Blick vom Heuchelberg auf Nordheim

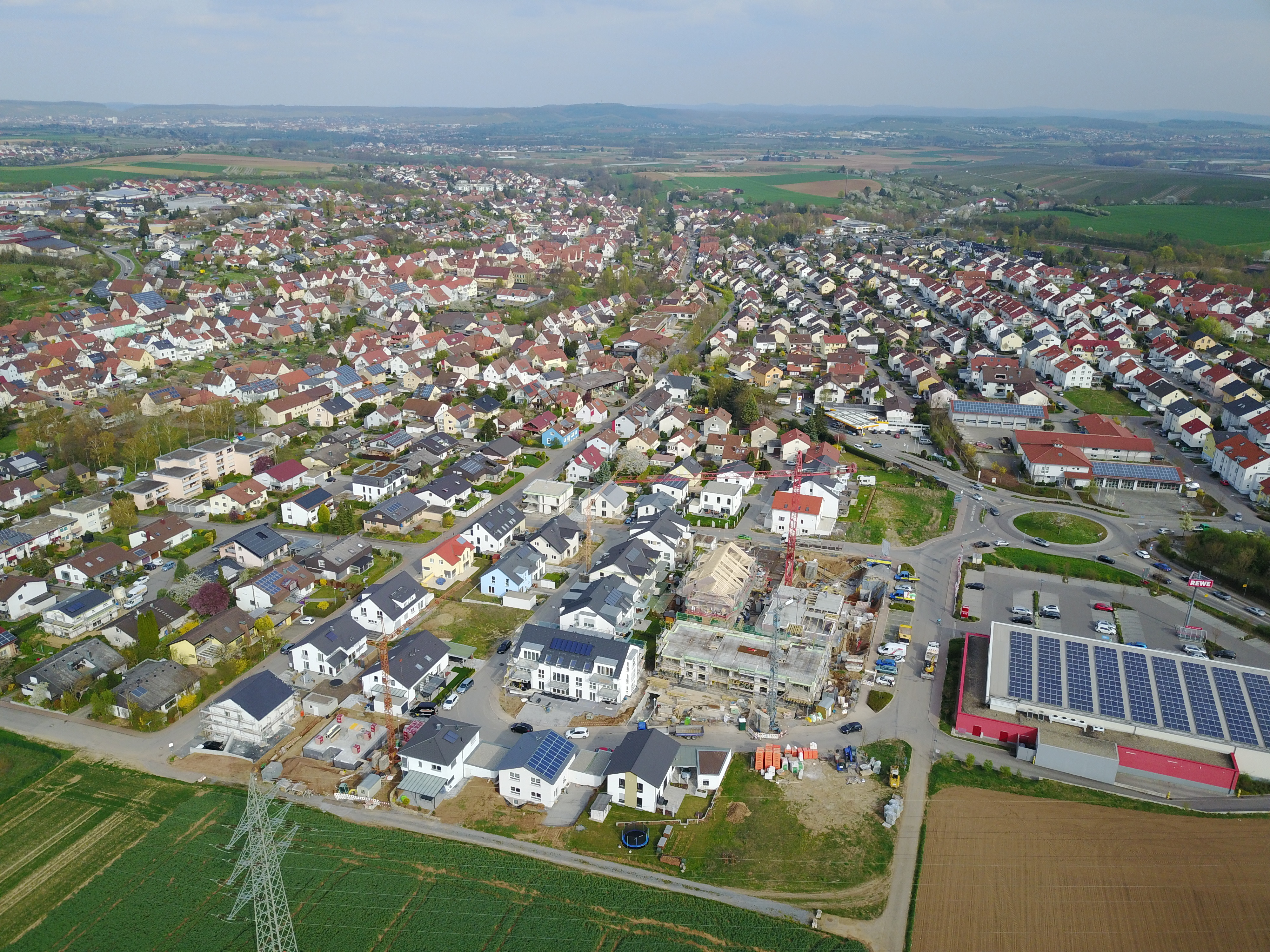
Blick auf Nordheims Zimmerer Höhe

Nordheim ist eine Gemeinde im baden-württembergischen Landkreis Heilbronn in Deutschland.

## Geographie

### Geographische Lage
Nordheim liegt im Zabergäu im Süden des Landkreises Heilbronn unmittelbar südlich von Heilbronn. Im Westen reicht die Gemeinde bis zum Heuchelberg, im Osten bis an einen Altarm des Neckars.

### Nachbargemeinden
Nachbarstädte Nordheims sind (im Uhrzeigersinn, beginnend im Osten): Heilbronn (Stadtkreis), Lauffen am Neckar, Brackenheim, Schwaigern und Leingarten (alle Landkreis Heilbronn). Mit Lauffen am Neckar und Neckarwestheim ist Nordheim eine Vereinbarte Verwaltungsgemeinschaft eingegangen.

### Gemeindegliederung
Nordheim besteht aus den Ortsteilen Nordheim und Nordhausen. Abgegangene, heute nicht mehr bestehende Orte auf Markung Nordheim sind Klimmerdingen und Schächerhausen.

### Flächenaufteilung
Nach Daten des Statistischen Landesamtes, Stand 2014.

## Geschichte

### Altertum und Mittelalter
Zwei keltische Viereckschanzen bei Nordheim, die mit reichlichem und vielfältigem Fundgut aus dem 2. und 1. vorchristlichen Jahrhundert in den Jahren 1995 bis 2000 ausgegraben wurden, belegen die Besiedlung der Nordheimer Flur durch Kelten zur späten La-Tène-Zeit.
Der heutige Ort Nordheim geht vermutlich auf eine fränkische Gründung zurück. Erstmals in einer Urkunde erwähnt wird er im Jahr 823.
1188 wird ein allodium (dt.: Eigengut) in Northeim in einem Vertrag zwischen Kaiser Friedrich I. Barbarossa und König Alfons VIII. von Kastilien, in dem die Ehe von Friedrichs Sohn Konrad mit Alfons Tochter Berengaria vereinbart wurde, erwähnt. Dieses Eigengut, das in Nordheim im Zabergäu vermutet wird, gehörte mit weiteren 29 staufischen Gütern zur Morgengabe der Braut. Allerdings wurde diese Ehe niemals in die Praxis umgesetzt.
Noch vor 1380 kam der Ort an Württemberg und war bis 1803 ein Teil der nördlichen Landesgrenze (Württembergischer Landgraben). Das zuständige Amt war in Brackenheim.

### Neuzeit
Sowohl im Dreißigjährigen Krieg als auch Ende des 17. Jahrhunderts wurde Nordheim durch Kriegseinwirkungen fast vollständig zerstört.
Ab 1806 gehörte der weiterhin dem Oberamt Brackenheim unterstellte Ort zum neu errichteten Königreich Württemberg. Einem Großbrand im Jahr 1810 fielen 47 Gebäude und die Kirche zum Opfer. Wegen der Nähe zu Heilbronn und durch die 1848 von der Württembergischen Eisenbahn eröffnete Nordstrecke entwickelte sich die früher landwirtschaftlich geprägte Gemeinde mehr und mehr zur Wohngemeinde, wobei die Bebauung vom alten Ortskern weiter westlich hin zum Bahnhof im Osten wuchs. Der Weinbau spielte aber weiterhin eine bedeutende Rolle.
Durch die Verwaltungsreform während der NS-Zeit in Württemberg wurde Nordheim 1938 dem Landkreis Heilbronn zugeordnet. 1939 wurden 2335 Einwohner gezählt, Ende 1945 waren es 2631. 1945 wurde der Ort Teil der Amerikanischen Besatzungszone und gehörte somit zum neu gegründeten Land Württemberg-Baden, das 1952 im jetzigen Bundesland Baden-Württemberg aufging.
Der bedeutendste Grundbesitz in Nordheim im 19. und frühen 20. Jahrhundert lag bei der Familie Seybold-von Marval, die neben umfangreichen landwirtschaftlichen Flächen vor allem auch ein großes Gut in der Ortsmitte besaß, das sie durch Verwalter bzw. Pächter bewirtschaften ließ. Der letzte Nachkomme der Familie, Kurt von Marval, stellte nach dem Zweiten Weltkrieg große Grundstücksflächen zur Erschließung von Neubau- und Gewerbegebieten zur Verfügung. Das ehemalige so genannte Herrenhaus dient seit den 1960er Jahren als Rathaus, der zugehörige rund 100 Ar große Park bildet das grüne Herz von Nordheim.
Am 1. Januar 1975 wurde Nordhausen nach Nordheim eingemeindet.

## Demographie

### Religion
In Nordheim gibt es eine eigene evangelische Kirchengemeinde. Auch die Neuapostolische Kirche ist in Nordheim vertreten. Die katholischen Christen werden von der katholischen Kirchengemeinde St. Kilian in Böckingen betreut. Seit 1953 verfügen sie in Nordheim über die Kirche St. Maria, die 1990 durch einen gleichnamigen Neubau ersetzt wurde. 2011 lebten in Nordheim 1.295 Katholiken, 4.101 Protestanten und 2.175 Einwohner die keiner oder einer anderen Religionsgemeinschaft zuzuordnen sind.

### Einwohnerentwicklung
| Jahr | Einwohner |
| ---- | --------- |
| 1990 | 6.060     |
| 2001 | 7.308     |
| 2011 | 7.571     |
| 2021 | 8.407     |

## Politik

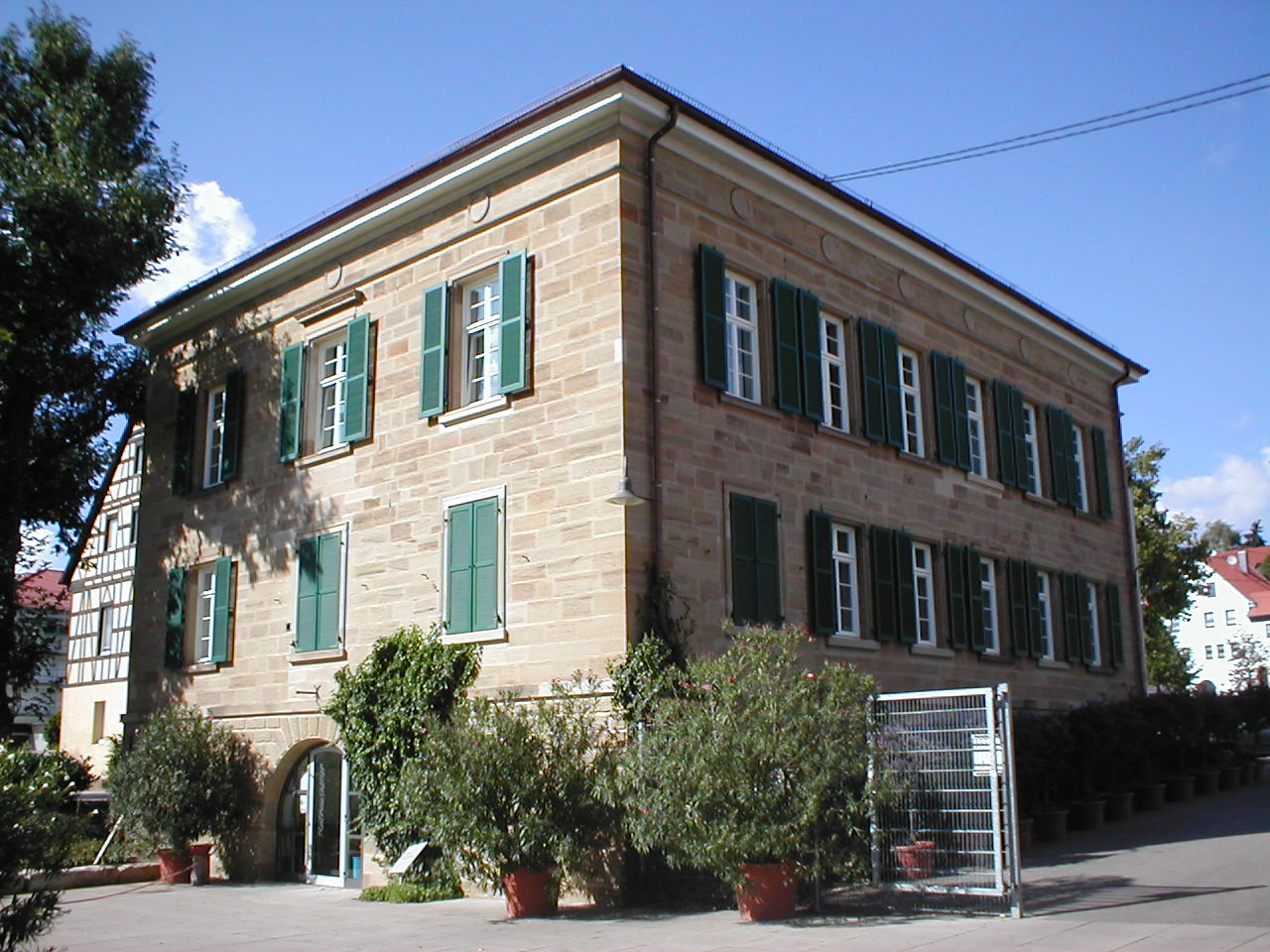
Altes Rathaus in Nordheim

### Gemeinderat
Der Gemeinderat in Nordheim wurde bis 2014 nach dem Verfahren der unechten Teilortswahl gewählt. Dabei konnte sich die Zahl der Gemeinderäte durch Überhangmandate verändern. Das Verfahren wurde 2015 abgeschafft. Der Gemeinderat hat jetzt 18 Sitze. Er besteht aus den gewählten ehrenamtlichen Gemeinderäten und dem Bürgermeister als Vorsitzendem. Der Bürgermeister ist im Gemeinderat stimmberechtigt.
Die Kommunalwahl am 9. Juni 2024 führte zu folgendem Endergebnis.
| Parteien und Wählergemeinschaften | Parteien und Wählergemeinschaften           | % 2024 | Sitze 2024 |        | % 2019 | Sitze 2019 | % 2014 | Sitze 2014 |
| FBW                               | Freie Bürgerliche Wählervereinigung         | 51,86  | 9          | 43,6   | 8      | 44,9       | 8      |            |
| CDU                               | Christlich Demokratische Union Deutschlands | 26,42  | 5          | 28,9   | 5      | 27,8       | 5      |            |
| SPD                               | Sozialdemokratische Partei Deutschlands     | 21,71  | 4          | 27,5   | 5      | 27,2       | 5      |            |
| Gesamt                            | Gesamt                                      | 100    | 18         | 100    | 18     | 100        | 18     |            |
| Wahlbeteiligung                   | Wahlbeteiligung                             | 65,7 % | 65,7 %     | 59,2 % | 59,2 % | 51,6 %     | 51,6 % |            |

### Bürgermeister
Seit 1995 ist Volker Schiek Bürgermeister von Nordheim. Er wurde im Jahr 2019 mit knapp 95 % der Stimmen (bei einer Wahlbeteiligung von 43 %) in seine vierte Amtszeit gewählt.

### Wappen und Flagge

Wappen Nordheims

Die Blasonierung des Nordheimer Wappens lautet: In Gold eine gestürzte blaue Pflugschar. Die Flagge der Gemeinde ist Blau-Gelb.
Das früheste nachgewiesene Siegel von 1518 zeigt eine Pflugschar mit einer darüber liegenden Hirschstange, ebenso eine Zeichnung von 1618. Ein Siegel von 1724 zeigt die Hirschstange über dem Schild mit der Pflugschar. Auf späteren Siegeln fehlt die Hirschstange, die für 1684 auch als Fleckenzeichen belegte Pflugschar blieb als alleinige Wappenfigur übrig. Die Wappenfarben Blau und Gold wurden der Gemeinde 1935 von der württembergischen Archivdirektion vorgeschlagen und angenommen. Wappen und Flagge wurden der Gemeinde vom baden-württembergischen Innenministerium am 4. März 1963 verliehen.

## Kultur und Sehenswürdigkeiten

### Bauwerke

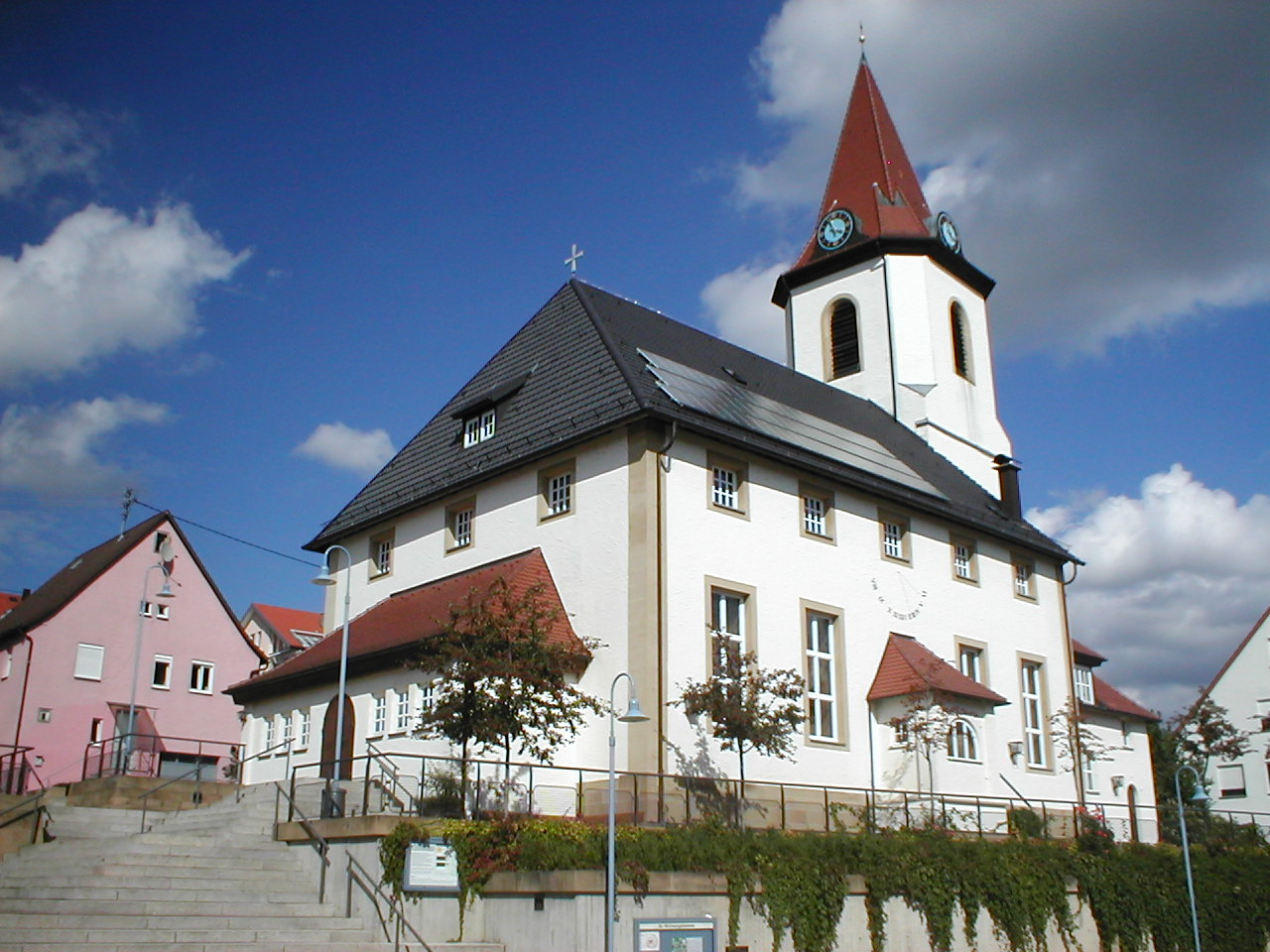
Bartholomäuskirche

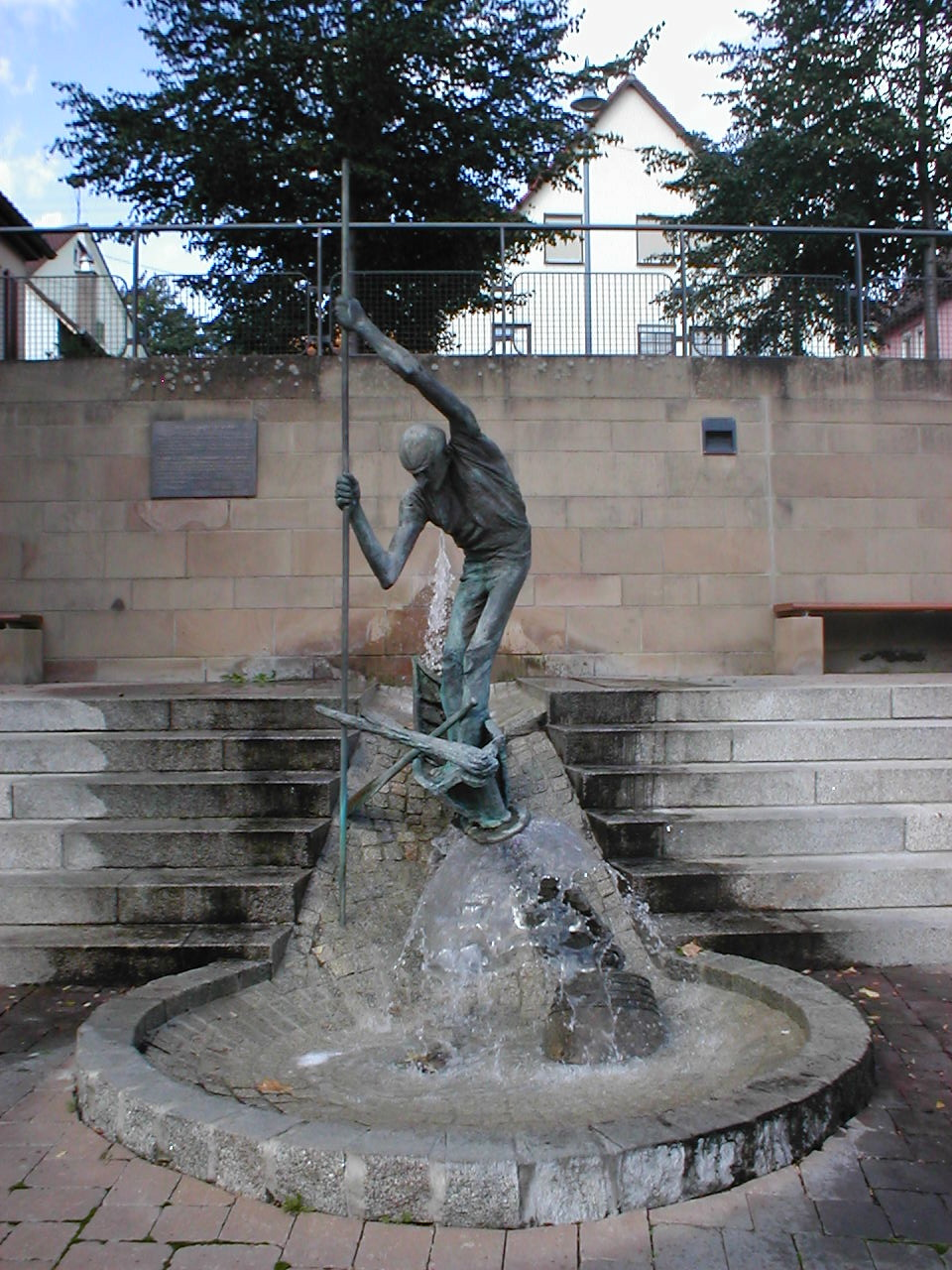
Glockenstupferbrunnen

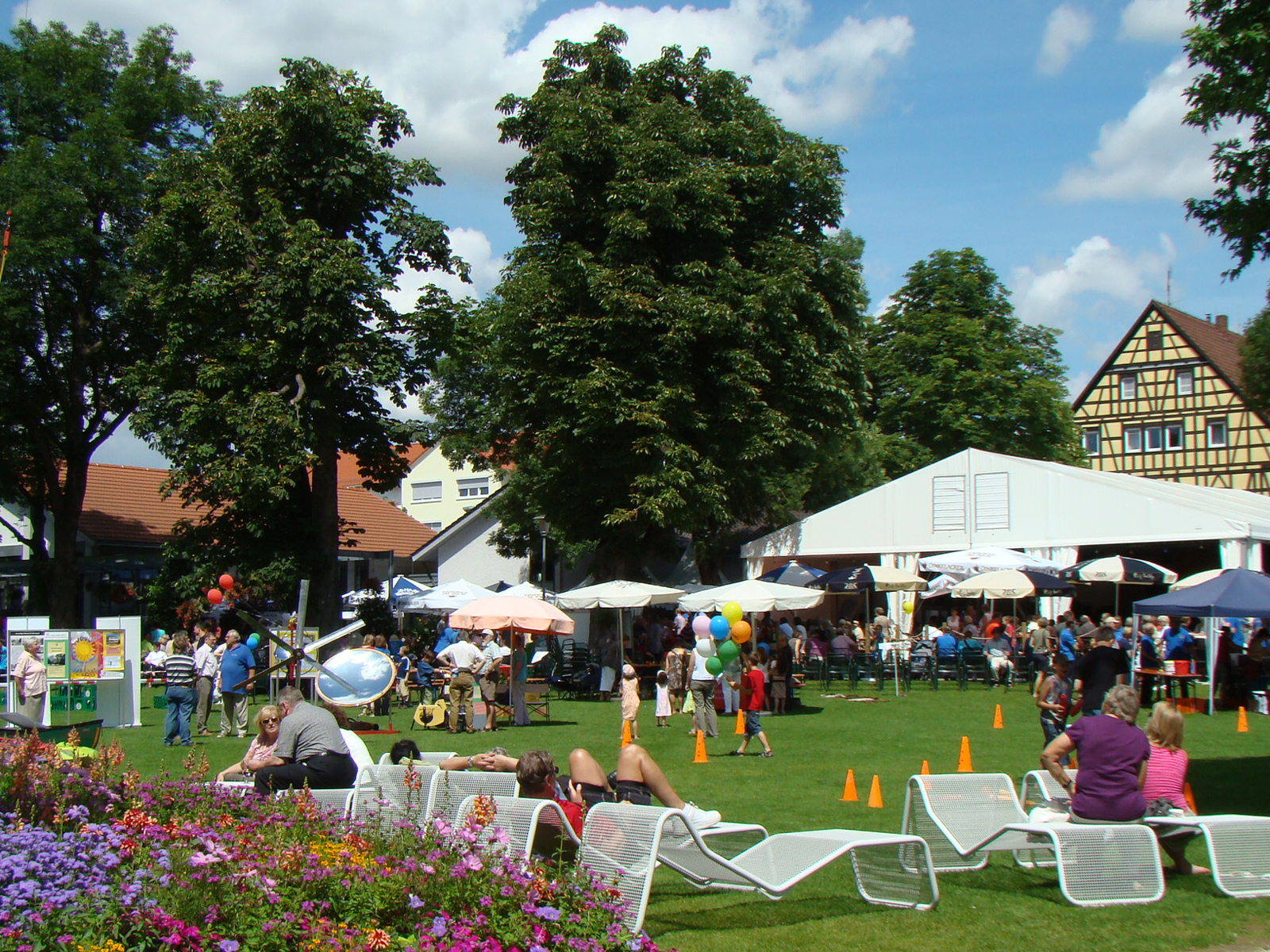
Blumensommer 2009 in Nordheim

- Altes Rathaus von 1593, Verwaltungssitz bis 1964, Ortsbücherei seit 1987
- Neues Rathaus, erbaut 1854 nach Plänen von Georg von Morlok für Wilhelm Seybold als Hauptgebäude von dessen Nordheimer Gut. Nachdem das Gebäude in den Besitz der Gemeinde gelangt ist, wurde es 1963/64 für seine heutige Bestimmung umgebaut. Die unweit des Rathauses gelegene ehemalige Kleinkinderschule von 1867 geht auf die Seyboldsche Stiftung zurück.
- Evangelische Bartholomäuskirche. Vorgängerbauten niedergebrannt 1693, 1810, 1945. Renoviert 1989–91.
- Evangelisches Pfarrhaus von 1763 im Rokoko-Stil, erbaut als Verwaltungssitz des Bistums Worms.
- Die katholische Kirche Sankt Maria, erbaut 1990 durch Architekt Hugo Krach, ist eine Filialkirche von St. Kilian (Böckingen) und ersetzt die von 1953 bis 1991 bestehende und danach abgerissene Marienkapelle.
- Alte Kelter mit Kelterweinberg, in dem verschiedene regionaltypische Rebsorten angebaut werden.
- Backhaus von 2001, das aus einer alten Remise als viertes Backhaus des Ortes erstellt wurde.
- Glockenstupferbrunnen von 2001, gestaltet von Karl-Henning Seemann. Der Brunnen thematisiert eine Episode aus dem polnischen Erbfolgekrieg im 18. Jahrhundert, als die Nordheimer ihre Glocke im Neckar versenkt haben und nach Ende des Krieges (erfolglos) im Neckar nach der versenkten Glocke gestochert („gestupft“) haben.

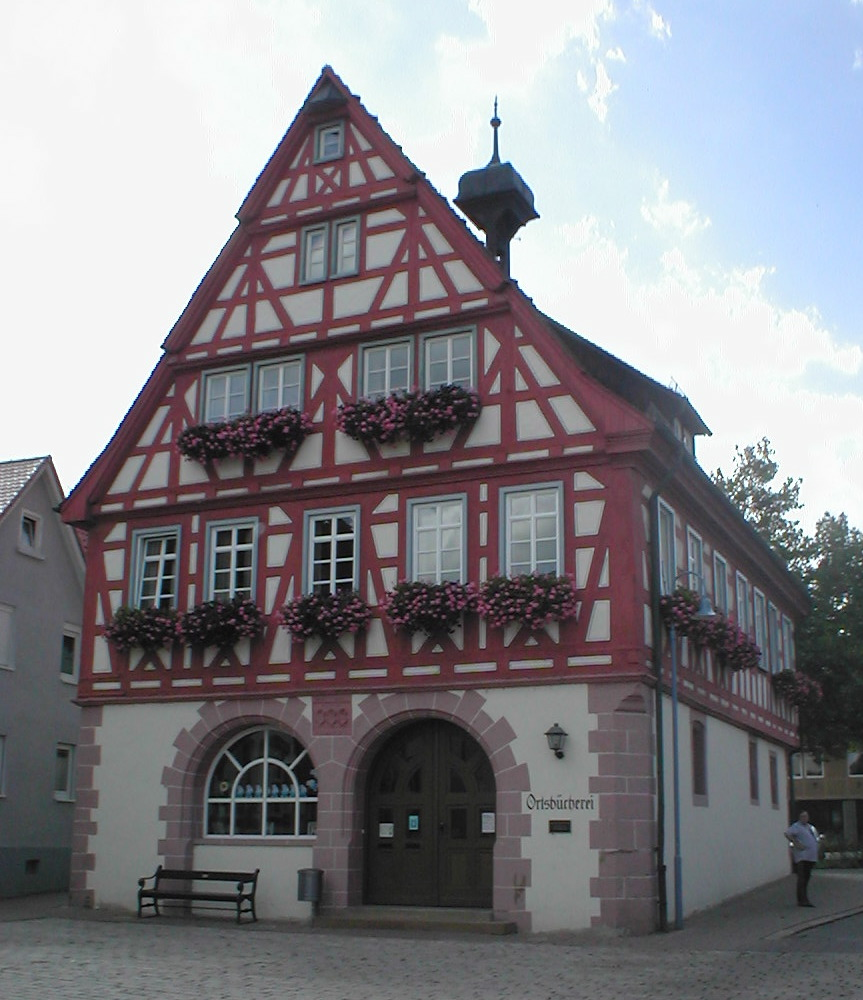
Altes Rathaus von 1593
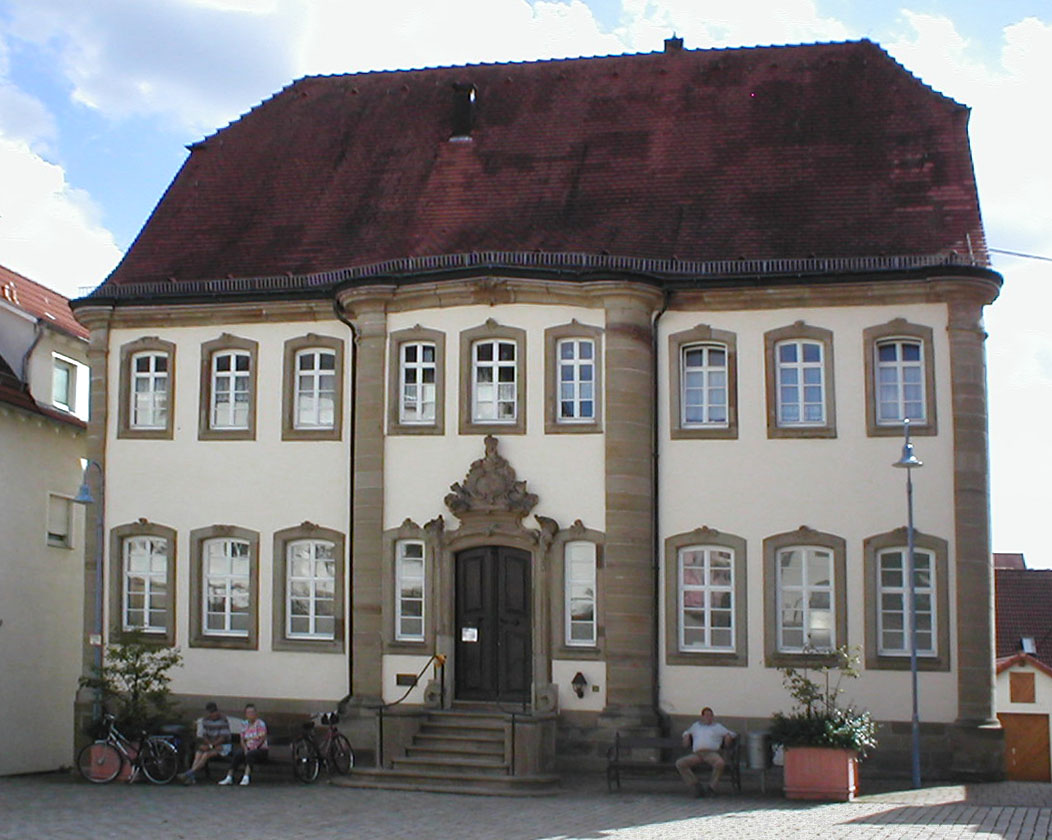
Evang. Pfarrhaus von 1763
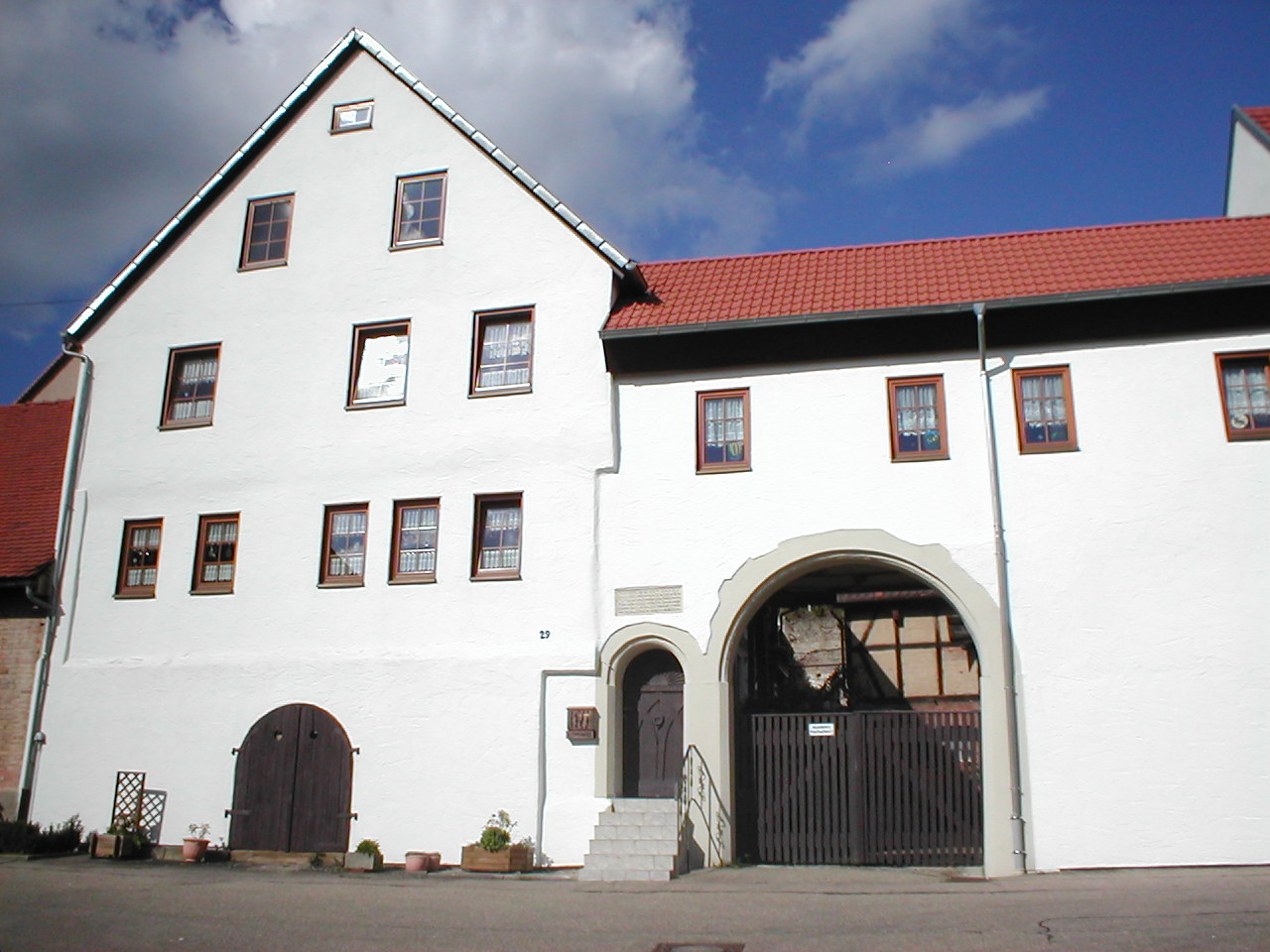
Historisches Anwesen (ehemaliges Kloster), Kelterstraße
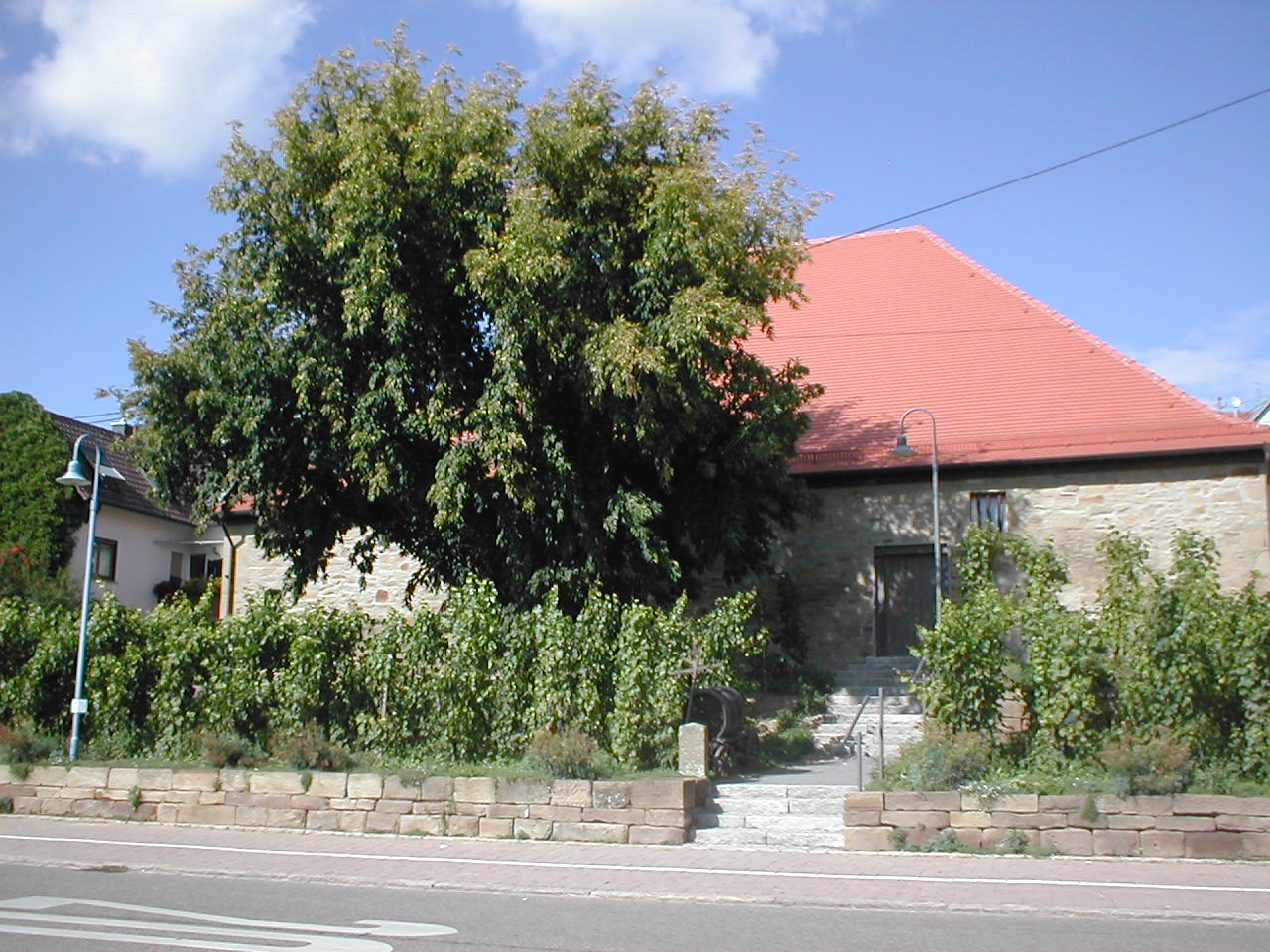
Alte Kelter mit Kelterweinberg
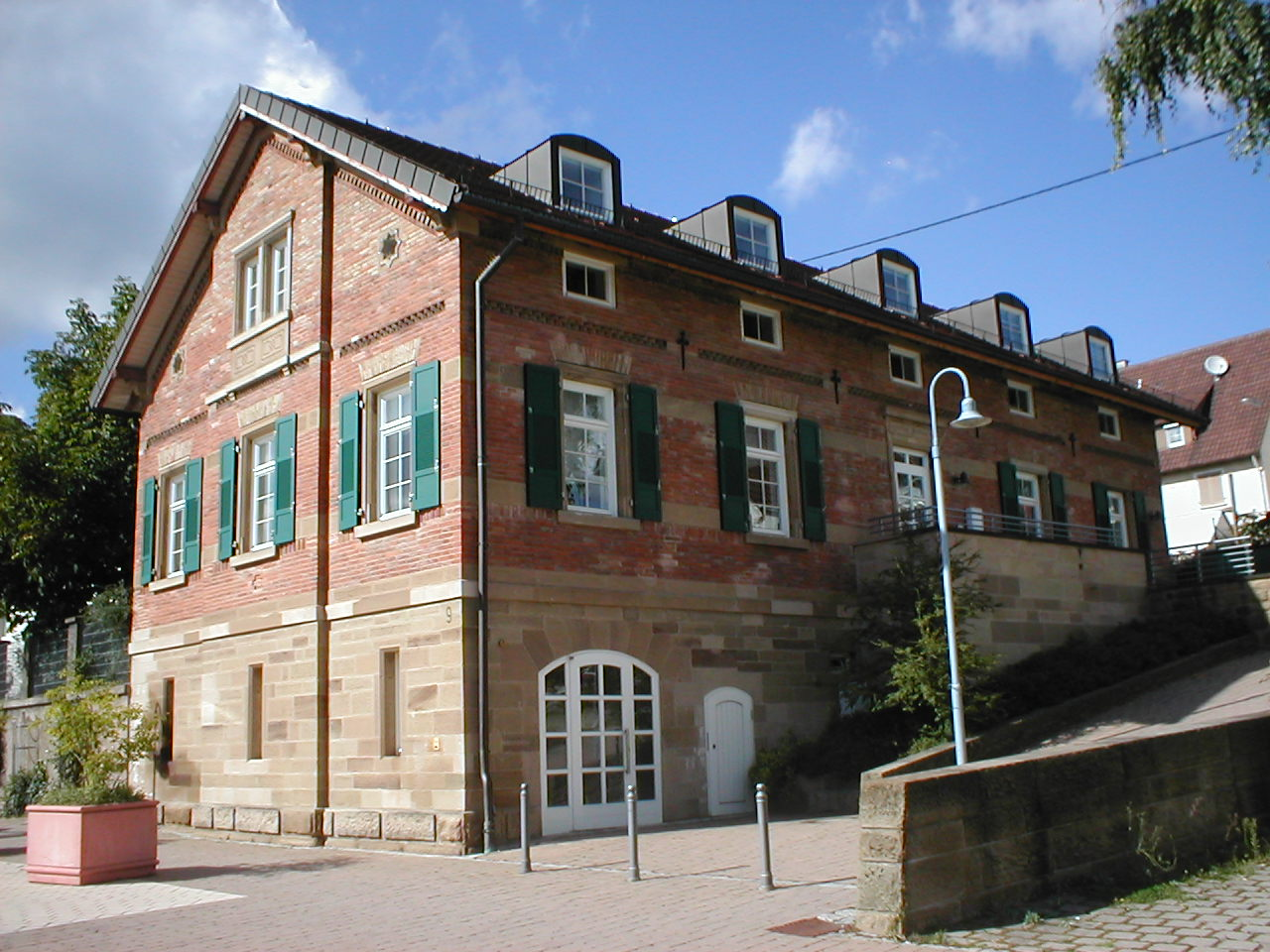
Ehemalige Kleinkinderschule (Seyboldsche Stiftung)
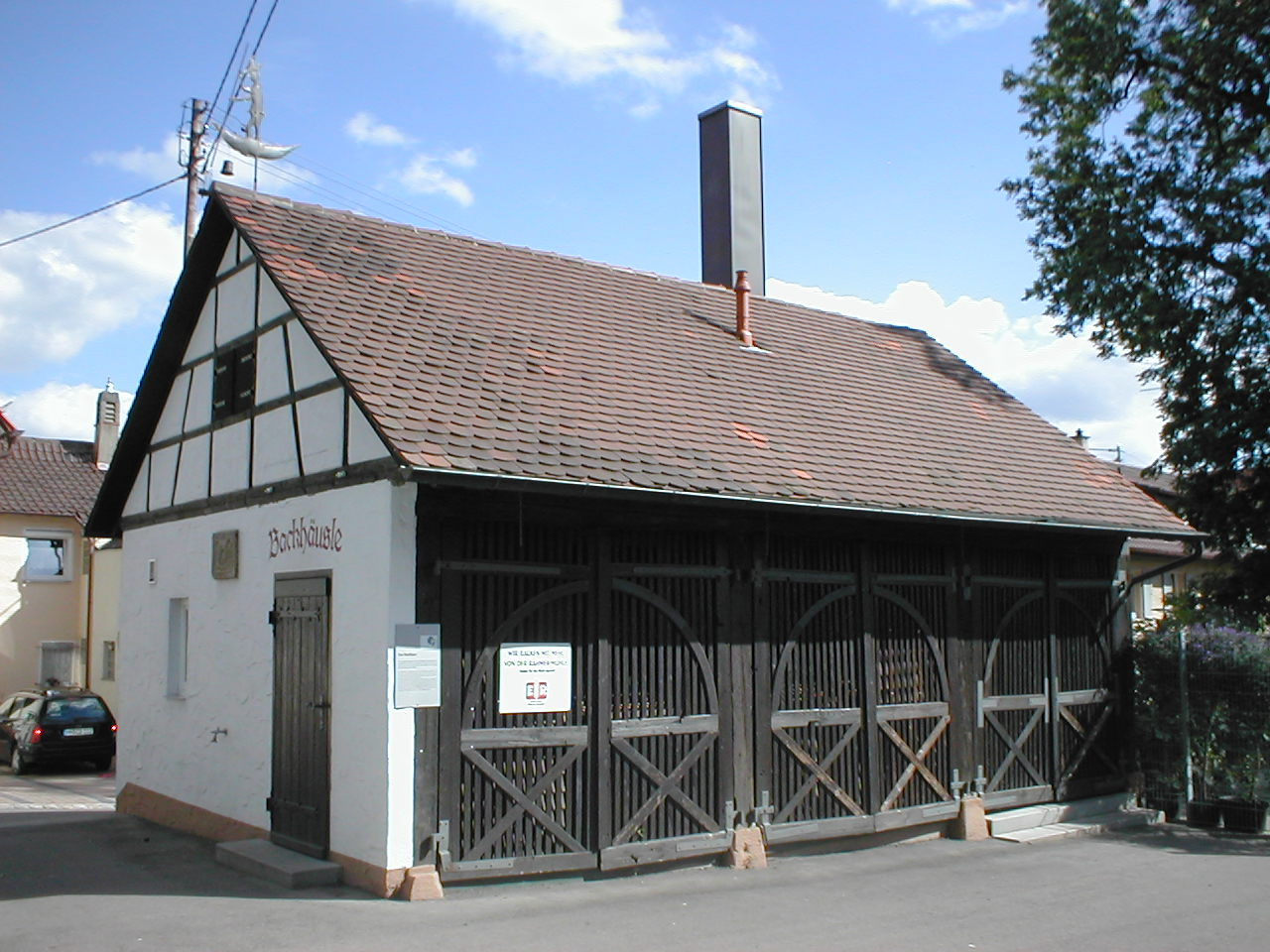
Backhaus von 2001

### Sport und Freizeit
In Nordheim gibt es ein Mineralfreibad. Der Sportverein TSV Nordheim 1910 e. V. bietet eine Vielzahl an Sportarten für Erwachsene und Kinder an.

### Regelmäßige Veranstaltungen
Jährlich findet im Sommer im Rathauspark in der Ortsmitte das dreitägige Parkfest statt, welches rund 20.000 Besucher aus dem ganzen Landkreis anlockt. Seit 2003 findet dabei zunächst jährlich, seit 2005 zweijährlich auch eine Blumen- und Gartenschau statt, der Nordheimer Blumensommer. Der erste Blumensommer 2003 lief auch als sogenannte kleine Landesgartenschau (Grünprojekt).
Jedes Jahr Ende April wird das Nordheimer Weinfest veranstaltet und seit 1990 findet jährlich am ersten Maiwochenende das Maibaumfest statt.

## Wirtschaft und Infrastruktur

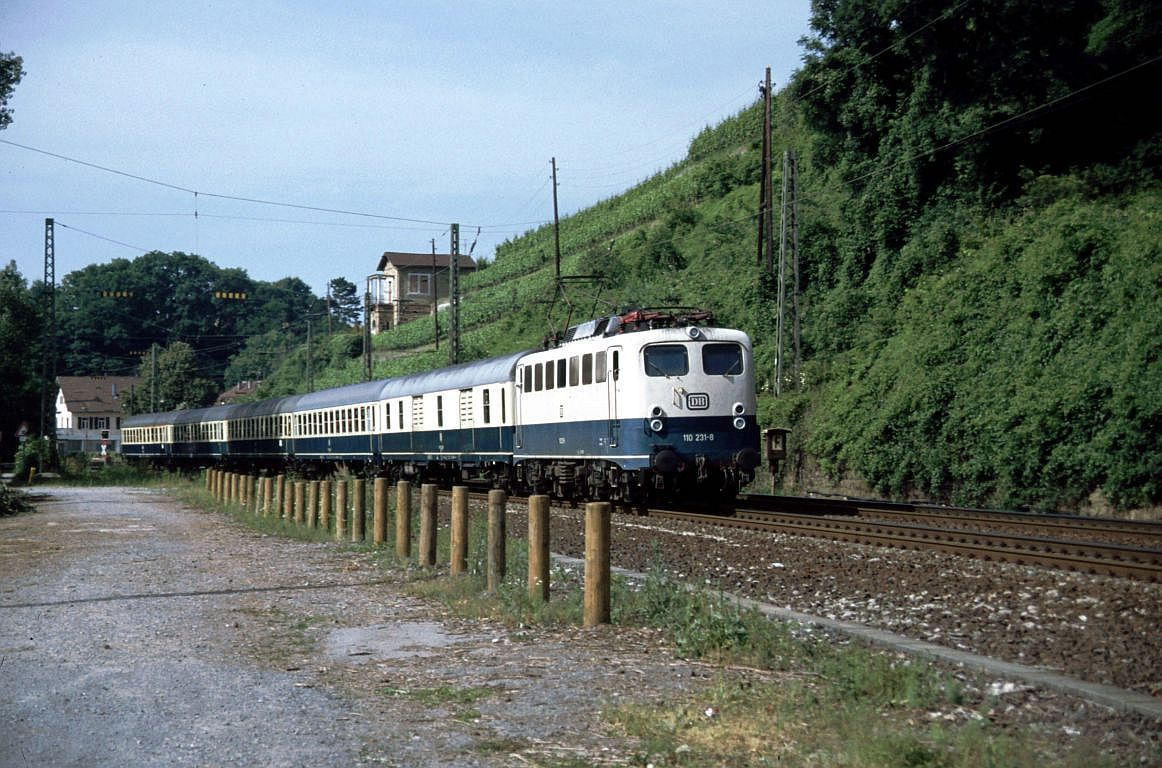
Eilzug der Frankenbahn bei der Durchfahrt in Nordheim, Juni 1993

### Verkehr

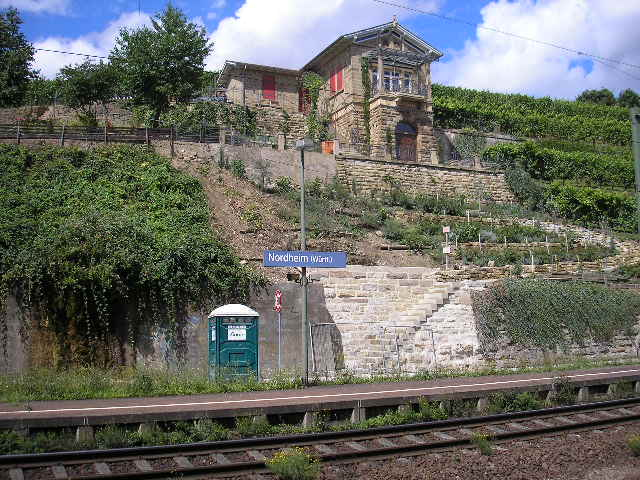
Am Bahnhof in Nordheim

Nordheim ist Haltepunkt der Frankenbahn Stuttgart–Würzburg. Es bestehen ungefähr zwei bis vier Verbindungen stündlich mit Regionalbahnen nach Stuttgart und nach Heilbronn, Neckarsulm und Osterburken.
Anschluss an das Fernstraßennetz (B 27 und B 293, A 6 und A 81) besteht in Heilbronn und anderen Nachbargemeinden.

### Medien
Über das Geschehen in Nordheim berichtet die Tageszeitung Heilbronner Stimme in ihrer Ausgabe W, Landkreis West.

### Bildung
Die Kurt-von-Marval-Schule (Gemeinschaftsschule, ehemals Grund- und Hauptschule) in Nordheim besuchen über 500 Schüler. In Nordhausen gibt es eine eigene Grundschule. In Nordheim gibt es auch eine Ortsbücherei. Außerdem gibt es einige kommunalen Kindergärten in Nordheim und Nordhausen. Darüber hinaus unterhält die Volkshochschule Unterland in Nordheim eine Außenstelle.

### Weinbau
In Nordheim, das an der Württemberger Weinstraße liegt, spielt der Weinbau eine wichtige Rolle. Die ehemalige Weingärtnergenossenschaft Nordheim hat sich im Juni 2004 der Heuchelberg-Kellerei in Schwaigern angeschlossen. Zudem gibt es in Nordheim noch einige Weingüter, die ihre Weine selbst vermarkten. Die Lagen gehören zur Großlage Heuchelberg im Bereich Württembergisch-Unterland des Weinbaugebietes Württemberg.

## Persönlichkeiten

### Ehrenbürger
- Karl Heinrich (1865–1951), Bürgermeister von 1891 bis 1931 (1931)
- Karl Wagner (1905–1995), Bürgermeister von 1931 bis 1966 (1966)
- Kurt von Marval (1888–1980), Ehrenbürgerrecht verliehen 1969 aufgrund seiner großen kommunalen Verdienste nach dem Ende des Zweiten Weltkriegs (1969)
- Julius Scheffler (* 1938), Bürgermeister von 1966 bis 1995 (2003)

### Söhne und Töchter der Gemeinde
- Wilhelm Seybold (1799–1874), Gutsbesitzer, Abgeordneter des Württembergischen Landtags
- Wilhelm von Marval-Seybold (1861–1944), Gutsbesitzer, Generalmajor und Flügeladjutant des württembergischen Königs
- Volker Hahn (1923–2011), Bauingenieur
- Helmut A. Müller (* 1949), Pfarrer und Leiter eines evangelischen Bildungszentrums
- Marianne Wonnay (1952–2023), Politikerin, Landtagsabgeordnete (SPD)